# Osyrhianta
Osyrhianta è il quarto album in studio del gruppo musicale power metal francese Fairyland, pubblicato il 22 maggio 2020.

## Tracce
1. The Age of Birth – 2:57
2. Across the Snow – 5:15
3. The Hidden Kingdom of Eloran – 6:13
4. Eleandra – 4:12
5. Heralds of the Green Lands – 4:36
6. Alone We Stand – 4:40
7. Hubris et Orbis – 5:54
8. Mount Mirenor – 7:15
9. Of Hope and Despair in Osyrhia – 12:02
10. The Age of Light – 4:02

## Formazione
- Francesco Cavalieri - voce
- Sylvain Cohen -  chitarra
- Phil Giordana -  tastiere, voci addizionali
- Willdrich Lievin - basso, chitarra, voci addizionali
- JB Pol - batteria